# Toga (Castellón)
Toga es un municipio de la provincia de Castellón perteneciente a la Comunidad Valenciana, España. Está situado en la comarca del Alto Mijares. Cuenta con una población de 108 habitantes (INE 2024). Se trata de un municipio hispanófono, en el que el español cuenta con el predominio lingüístico reconocido legalmente.

## Geografía
Se encuentra situado en un valle formado por la finalización de la Sierra de Espadán y el macizo de Peñagolosa a orillas del río Mijares.
Gran parte del término se halla poblado de grandes extensiones de bosque en donde las especies predominantes son los pinos y las encinas. Así, 754 hectáreas del término municipal están ocupadas por extensiones boscosas y tan sólo 127 por superficies de cultivos.
Pese a situarse en una zona de interior, las alturas medias no son excesivamente importantes y la influencia del cercano mar Mediterráneo provocan que en Toga se disfrute de un clima muy agradable. Únicamente suele haber días fríos en la temporada invernal, que de todas maneras, no suelen ser numerosos.
Las lluvias se producen con una gran irregularidad, estableciéndose fuertes contrastes entre los años de abundancia y otros de acusada sequía.
Desde Castellón de la Plana se accede a esta localidad a través de la CV-20 procedente de las poblaciones de Torrechiva, Espadilla y Onda y también mediante la CV-198, procedente de Argelita.

### Localidades limítrofes
El término municipal de Toga limita con las siguientes localidades:
Ludiente, Argelita, Vallat, Espadilla, Torrechiva,  Fuentes de Ayódar, Albacete, Murcia y Berga.

## Historia
Existen pocos datos fidedignos acerca del origen de la población. Algunos estudios atribuyen su fundación a los godos aunque este extremo no está demostrado; sin embargo, sí parece probado que, durante el período de dominación islámica, en este mismo emplazamiento existió una alquería musulmana. 
Perteneció a Zayd Abu Zayd, último gobernador almohade de Valencia, y, tras su conversión al cristianismo, la entregó al arzobispo de Tarragona en 1247. Parroquia independiente de Villahermosa del Río desde 1535, pero terminada de construir en 1658. En ella destaca la cofradía del Rosario fundada en 1623. El señorío perteneció Pere Carroz de Vilaragut Insa (primer barón), después pasó a María de la Concepción  Luna y finalmente a Fernando Almansa  Arroyo, marqués de Cadimo, quien la  vendió a Miguel Saavedra. En cuanto a  su demografía, las 170 casas que tenía en 1609 se redijeron a sólo 50 en 1646. En 1707 la población fue diezmada por la peste, sin embargo sería en este siglo XVIII cuando llegaría a alcanzar su máxima población (500 habitantes en 1794). Después de ese año decrecerá paulatinamente. 

## Administración
| Periodo   | Nombre                              | Partido |
| --------- | ----------------------------------- | ------- |
| 1979-1983 | Andrés Morte Monferrer              | UCD     |
| 1999-2003 | Ángel Gómez Prieto                  | PP      |
| 2003-2007 | Elías Barberán Guillamón            | PP      |
| 2007-2011 | Elías Barberán Guillamón            | PP      |
| 2011-2015 | Elías Barberán Guillamón            | PP      |
| 2015-2019 | Elías Barberán Guillamón            | PP      |
| 2019-2023 | Francisco Javier Sorolla Adelantado | PP      |

## Demografía
Toga cuenta con una población de 108 habitantes (INE 2024).
| Gráfica de evolución demográfica de Toga entre 1842 y 2021                                                          |
| |
| Población de derecho según los censos de población del INE Población de hecho según los censos de población del INE |

| 1990 | 1992 | 1994 | 1996 | 1998 | 2000 | 2002 | 2004 | 2005 | 2007 | 2008 | 2019 | 2020 | 2021 | 2022 |
| ---- | ---- | ---- | ---- | ---- | ---- | ---- | ---- | ---- | ---- | ---- | ---- | ---- | ---- | ---- |
| 111  | 110  | 110  | 110  | 94   | 103  | 87   | 85   | 90   | 111  | 118  | 100  | 96   | 101  | 104  |

## Economía

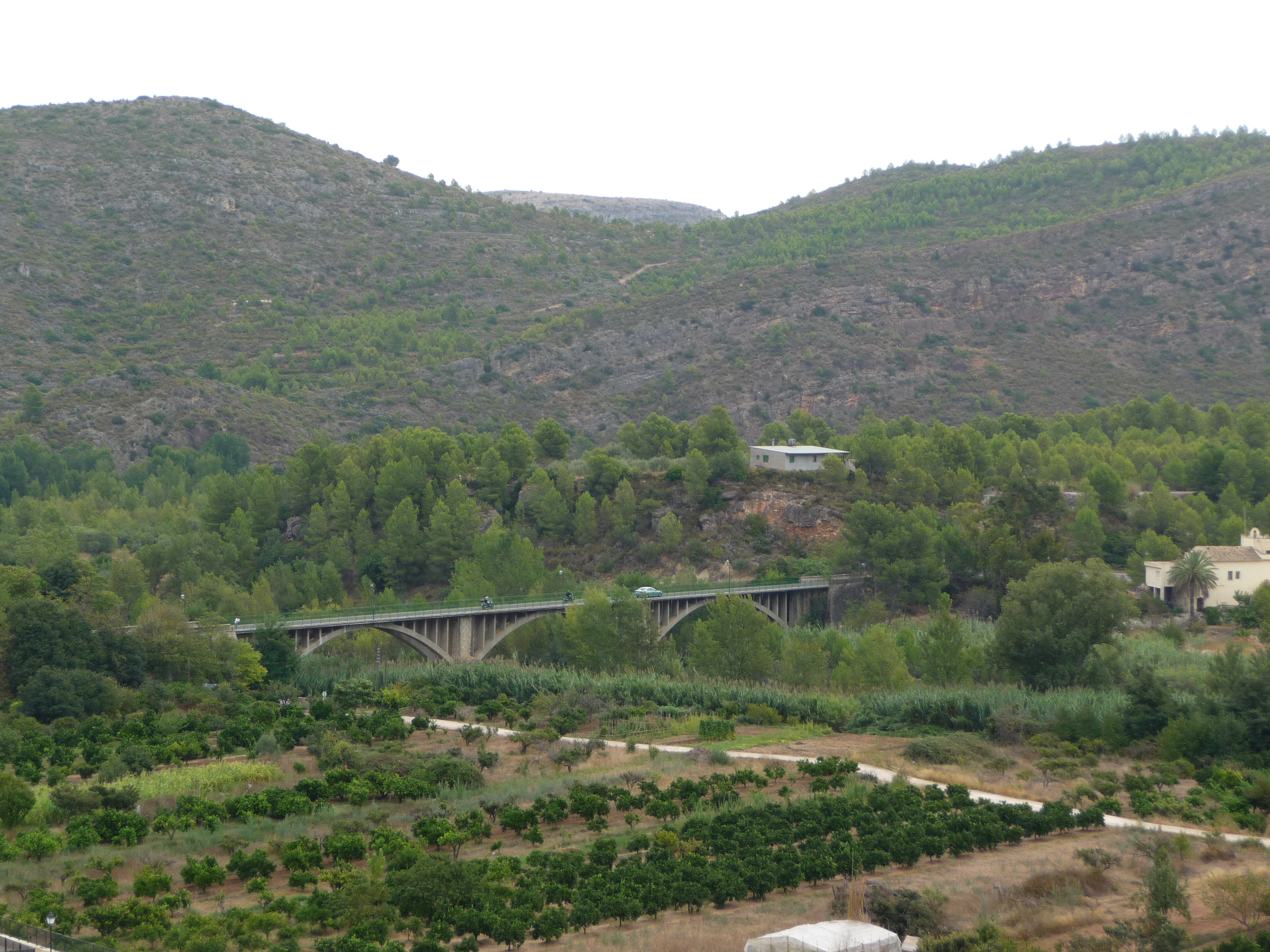
Alrededores de Toga

La agricultura es casi exclusivamente de secano y los campos se ubican en el clásico abancalamiento en terrazas, aunque hoy en día gran parte de ellos están abandonados. También encontramos cultivos de regadío, sobre todo de cítricos, en la parte más baja del pueblo, junto al río Mijares.
Por otra parte, un 23,5% de la población trabaja en la industria, desplazándose hasta municipios de la comarca de Plana Baja como Onda y Ribesalbes a trabajar en su industria cerámica.

## Monumentos

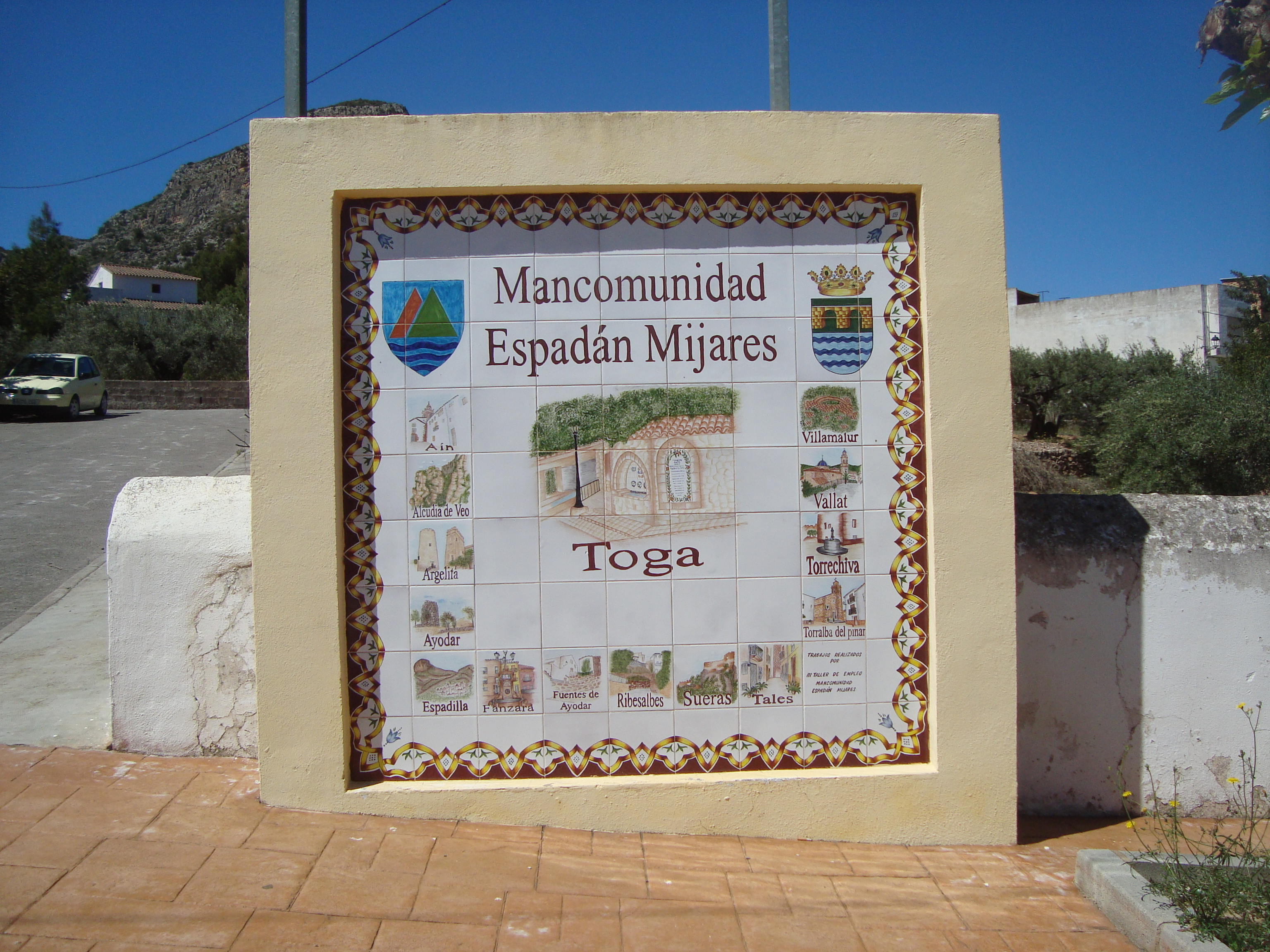
Toga, mural cerámico, Mancomunidad Espadà-Millars.

### Monumentos religiosos
- Iglesia Parroquial. Dedicada a la Inmaculada Concepción.Templo construido en el siglo XVII, de estilo corintio o barroco desornamentado.

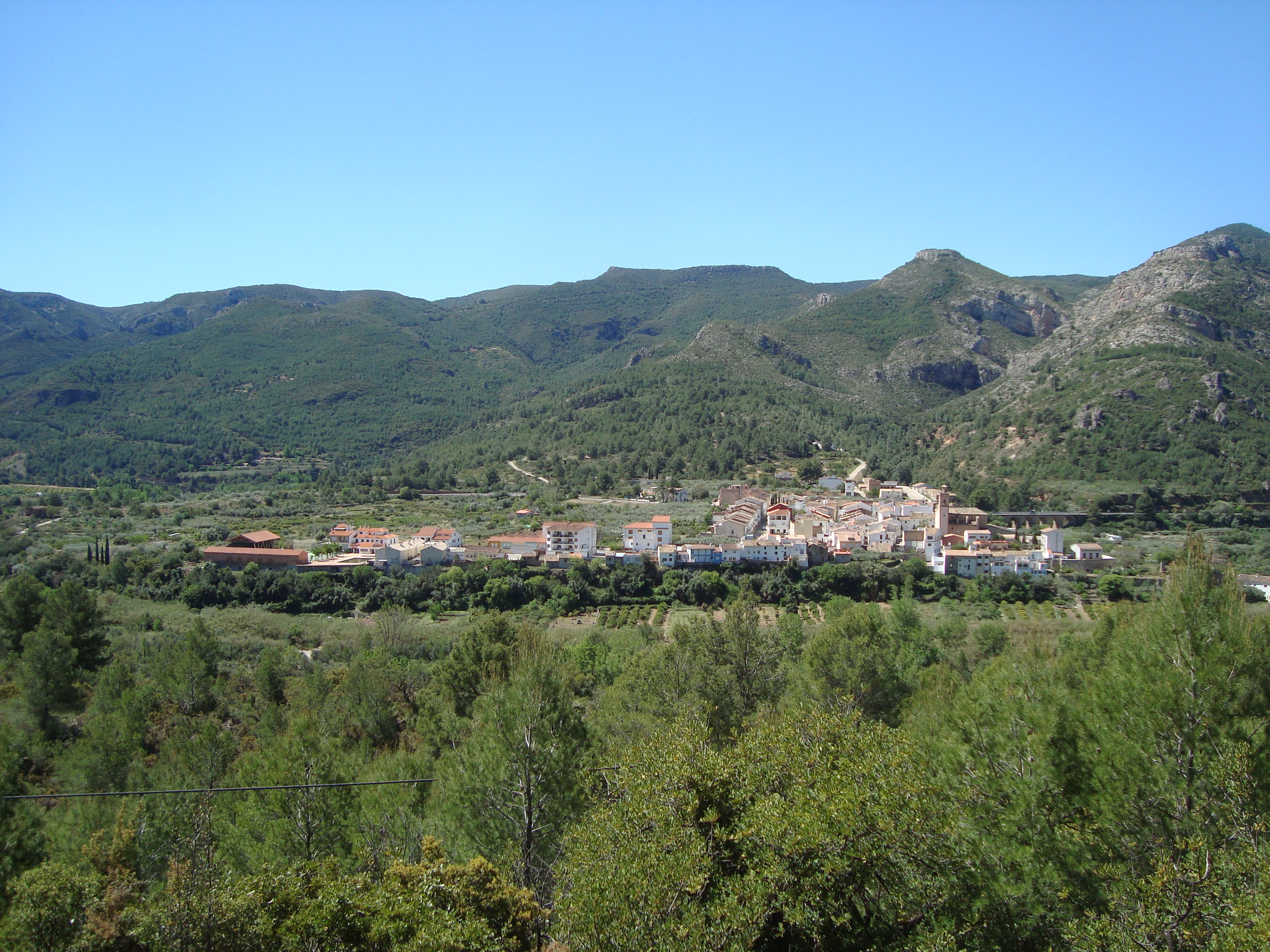
Panorámica de Toga, comarca Alto Mijares (Castellón).

- Panorámica de Toga, comarca Alto Mijares (Castellón).Iglesia del Santísimo. (siglo XVII)
- Ermita de Santa Bárbara.

### Monumentos civiles

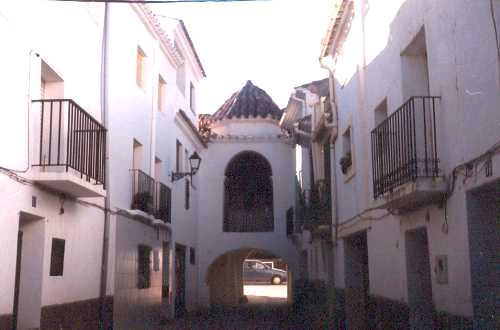
Arco de San Antonio.

- Castillo. De origen árabe ubicado en la parte baja de la población, junto al cauce del río Mijares. Su construcción y funcionalidad hay que relacionarla con la importancia estratégica del lugar, aguas abajo del angosto paso del estrecho de Toga, imponente desfiladero del Mijares. En la actualidad se encuentra en un estado de conservación bastante precario, aunque todavía se pueden admirar algunos lienzos de la estructura defensiva externa. Es de planta irregular y con el tiempo pasó de ser una obra militar y estratégica a convertirse en un castillo-palacio señorial.
- Arcos del Portalet y San Antonio. Estos arcos representan una atractiva y significativa muestra del antiguo trazado urbano de la localidad. Ambos se conforman como elementos pasantes, es decir que se sitúan por encima de una calle y comunican varias viviendas o forman parte de una vivienda. El de San Antonio soporta la capilla que alberga la imagen del santo.
- Castillo de Ganalur. Poblado ibérico asentado en una colina que domina un amplio meandro del Mijares. En el yacimiento se han encontrado restos de época ibera (siglos V -I aC) y de islámica (siglo XIII). En la actualidad, sólo quedan restos cerámicos ya que una posterior ocupación medieval ha borrado cualquier inicio de la disposición espacial del hábitat ibérico. En cuanto a la ocupación musulmana, parece corresponderse con el estilo Ganalur, citado en documentos de los siglos XIII y XIV y, sin duda, es el origen de la actual población de Vallat.

## Lugares de interés
- Río Mijares. La existencia de un curso de agua transparente, sin contaminación y constante a lo largo de todo el año que atraviesa todo el término municipal confiere a este municipio un atractivo especial por dotar de mayor riqueza y diversidad al entorno natural. Dentro del río hay que citar algunos atractivos particulares como la piscina natural que se configura como la zona de baño más utilizada en el entorno del casco urbano y las espectaculares paredes del cañón del Azud.
- Fuente Caliente. Famosa fuente por la calidad de sus aguas minero-medicinales. Están clasificadas como bicarbonatadas cálcico-magnésicas e indicadas para el tratamiento de la obesidad, gota y enfermedades del estómago. En el año 1906 obtuvieron reconocido prestigio gracias al diploma y medalla de oro otorgados en la Exposición Regional Valenciana.

Además de la Fuente Caliente, en el término municipal de Toga podemos encontrar otras fuentes como las del Vasall y del Tablar.

## Fiestas
- San Antonio Abad. Las fiestas son organizadas por tres clavarios elegidos para tal fin. Durante las mismas se bautizan a los animales y se reparten los típicos rollos a todos los lugareños y visitantes. Posteriormente durante la madrugada, con las brasas de la hoguera, se fríen diferentes embutidos para los lugareños y visitantes.

- Festividad del Santísimo Cristo de la Agonía. Se celebran durante la primera semana de agosto. La responsable del buen desarrollo de las fiestas es una comisión formada por gente del pueblo, y en el caso de no haber comisión, el ayuntamiento se encarga del funcionamiento de las fiestas. Durante las mismas se organizan diversos actos como son: parque infantil, despertás, procesiones, pasacalles, bailes de disfraces, vaquillas y "toros embolados"...

## Gastronomía

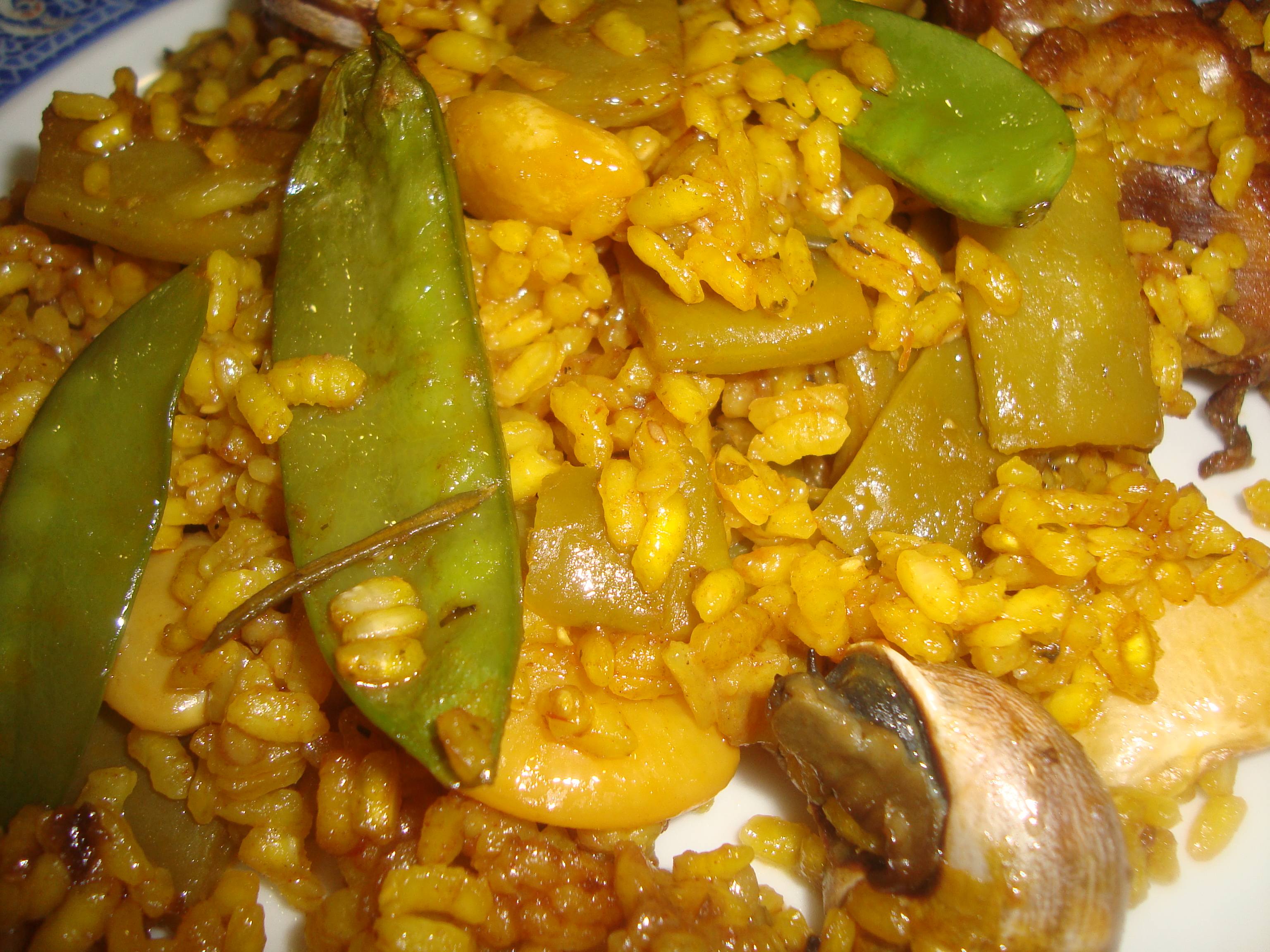
Plato de paella con cararoles.

- Plato de paella con cararoles.Olla de verduras y legumbres. Típico plato del interior castellonense.
- Paella con caracoles. Paella valenciana que aquí es típica en su variedad con caracoles.
- Pastizos e higas albardás. Repostería de la comarca.